# SEG T22 und T23
Die Dieseltriebwagen SEG T22 und T23 der Süddeutschen Eisenbahn-Gesellschaft (SEG) wurden 1935 von der MAN hergestellt. Sie waren bis 1964 im Personenzugdienst eingesetzt. Ihr bevorzugtes Einsatzgebiet war die Kaiserstuhlbahn und die Reinheim-Reichelsheimer Eisenbahn. Die Fahrzeuge waren bis 1964 im Einsatz und wurden dann ausgemustert.

## Geschichte
Beide Triebwagen wurden von der Süddeutschen Eisenbahn-Gesellschaft mit den Nummern T22 und T23 beschafft. Der T22 kam bevorzugt auf der Kaiserstuhlbahn, der T23 auf der Reinheim-Reichelsheimer Eisenbahn zum Einsatz.
Bei der Kaiserstuhlbahn waren vorher einige AEG-Benzoltriebwagen, bei der RRE ein AEG-Benzoltriebwagen im Einsatz, der einen Unfall erlitt und abbrannte. Dafür wurde als Ersatz der T23 gekauft.
Vom T22 ist bekannt, dass er 1953 von den Mittelbadischen Eisenbahnen übernommen wurde. Ausmusterungsdaten sind nicht bekannt. Der T23 gelangte 1953 zur Deutschen Eisenbahn-Gesellschaft. 1964 wurde der Wagen ausgemustert und 1970 verschrottet.

## Konstruktive Merkmale
Die Triebwagen waren mit dem TAG-Getriebe der Deutschen Werke Kiel ausgerüstet. Weitere technische Beschreibungen sind nicht vorhanden.
Die Maschinenanlage bestand aus einem Sechs-Zylinder-Viertakt-Dieselmotor W6V15/18 von MAN und dem TAG-Getriebe von DWK.